# Caecum liratocinctum
Caecum liratocinctum är en snäckart som beskrevs av Carpenter 1857. Caecum liratocinctum ingår i släktet Caecum och familjen Caecidae. Inga underarter finns listade i Catalogue of Life.